# Sonidos para una exposición
Sonidos para un exposición es el cuarto EP del grupo español Fangoria en colaboración con Actibeat. Fue lanzado el 30 de marzo de 1997 bajo el sello Zuinda Records como parte del catálogo de la exposición Después de la batalla de Pablo Sycet, que tuvo lugar en la Galería Sen de Madrid. En un principio se publicaron unas 1,000 copias. Entre el 14 y el 19 de febrero de 2001, el disco fue relanzado, con motivo de la participación de Sycet de la Galería Sandunga de Granada en la Feria Internacional de Arte Contemporáneo (Arco) de Madrid.

## Información
Sonidos para una exposición es un EP de Fangoria junto a Actibeat como  parte del catálogo de la exposición de pinturas de Pablo Sycet, Después de la batalla en la galería Sen de Madrid. El disco se editó en 1997 con una tirada limitada de 1.000 unidades. Este EP está compuesto por cuatro temas instrumentales: «Tan lejos de los ojos», «Toda la noche», «Incendio y saqueo de un corazón» y «Antes que el tiempo muera». «Incendio y saqueo de un corazón», formó parte de su recopilatorio Dilemas, amores y dramas (2003).

## Lista de canciones
| N.º | Título                            | Escritor(es)              | Duración |  |
| 1.  | «Tan lejos de los ojos»           | Olvido Gara Ignacio Canut | 12:03    |  |
| 2.  | «Toda la noche»                   | Clara Morán Luis Prosper  | 8:54     |  |
| 3.  | «Incendio y saqueo de un corazón» | Gara Canut                | 5:35     |  |
| 4.  | «Antes que el tiempo muera»       | Morán Prosper             | 8:59     |  |